# Thomas Franta
Thomas Franta (* 1. Juli 1977) ist ein deutscher Eishockeytorwart, der zuletzt für den EHC Dortmund aktiv war.

## Karriere
Franta begann seine Karriere 1995 bei den EC Devils Königsborn, mit denen er in der dritthöchsten deutschen Spielklasse, der 2. Liga Nord spielte. Bereits in seiner ersten Spielzeit konnte er mit den Devils in die 1. Liga Nord aufsteigen, die damals zweithöchste Spielklasse. Der gelernte Torwart war allerdings nicht der Stammtorhüter und absolvierte deshalb lediglich drei Ligaspiele. Als Aufsteiger konnte er mit seinem Team nicht die Klasse halten und stieg wieder in die 2. Liga Nord ab. Franta kam in sieben Partien zum Einsatz und kassierte dabei elf Gegentore im Schnitt. Folglich schloss er sich dem EC Lünen 89 an, der damals in der Regionalliga spielte.
In den folgenden Jahren wechselte er mehrmals den Verein und spielte unter anderem für den EHC Dortmund, für den Herforder EC in der Oberliga, sowie für den damaligen Regionalligisten ESC Hamm. Im Sommer 2003 kehrte er zum EHC Dortmund zurück. Nachdem er bei den vorherigen Mannschaften jeweils der Stammtorhüter war, nahm er diesmal lediglich die Back-up-Rolle ein und kam dementsprechend nur auf drei Einsätze. Nach der Saison verließ er den EHC wieder und unterschrieb einen Vertrag beim Ligakonkurrenten EJ Dorsten. Es folgte ein weiteres zweijähriges Engagement bei den Elchen aus Dortmund und ein kurzes Intermezzo beim EHC Gelsenkirchen, ehe er zur Spielzeit 2008/09 nach Dortmund zurückkehrte.

## 1. Liga-Statistik
|                 | Saisons | GP | G   | A     | P | PIM | GAA | SM |
| --------------- | ------- | -- | --- | ----- | - | --- | --- | -- |
| Reguläre Saison | 1       | 7  | 250 | 11,27 | 0 | 0   | 0   | 0  |
| Playoffs        | –       | –  | –   | –     | – | –   | –   | –  |

Stand: Ende der Saison 2007/08
(Legende zur Torhüterstatistik: GP oder Sp = Spiele insgesamt; W oder S = Siege; L oder N = Niederlagen; T oder U oder OT = Unentschieden oder Overtime- bzw. Shootout-Niederlage; Min. = Minuten; SOG oder SaT = Schüsse aufs Tor; GA oder GT = Gegentore; SO = Shutouts; GAA oder GTS = Gegentorschnitt; Sv% oder SVS% = Fangquote; EN = Empty Net Goal; 1 Play-downs/Relegation; Kursiv: Statistik nicht vollständig)